# 17801 Zelkowitz
17801 Zelkowitz (1998 FH69) là một tiểu hành tinh vành đai chính được phát hiện ngày 20 tháng 3 năm 1998 bởi nhóm nghiên cứu tiểu hành tinh gần Trái Đất phòng thí nghiệm Lincoln ở Socorro.
Tênd after Rachel Lauren Zelkowitz (b. 1985), who was awarded second place in the 2003 Intel International Science và Engineering Fair for her botany project. Zelkowitz is currently an undergraduate senior ở Emory University in Atlanta, Georgia, Hoa Kỳ